# Почина
Почина — река в России, протекает в Калужской области. Левый приток Перемеры.

## География
Река Почина берёт начало неподалёку от деревни Дерягино. Течёт на запад. Устье реки находится у деревни Жильхово в 4,2 км по левому берегу реки Перемера. Длина реки составляет 14 км.

## Данные водного реестра
По данным государственного водного реестра России относится к Окскому бассейновому округу, водохозяйственный участок реки — Ока от города Белёв до города Калуга, без рек Упа и Угра, речной подбассейн реки — бассейны притоков Оки до впадения Мокши. Речной бассейн реки — Ока.
Код объекта в государственном водном реестре — 09010100512110000020322.